# Langham (Saskatchewan)
Langham – miasto w kanadyjskiej prowincji Saskatchewan. Nazwa pochodzi od nazwiska E. Langhama, który był agentem skupującym ziemię dla Canadian National Railway. Pierwotnie zamieszkane głównie przez menonitów. W 2011 roku zamieszkiwało je 1290 osób.
Langham powstało w 1904 roku wraz ze zbudowaniem budynku kolejowego na linii z Edmonton do Saskatoon. W 1906 roku zyskało status wsi, a w 1907 miasta. Obecnie zajmuje powierzchnię 3,98 km².